# Naftensyra

Exempel på en naftensyra.

Naftensyra (CAS-nr 1338-24-5) är en blandning av olika organiska syror som förekommer i råolja. 

## Egenskaper
Naftensyra är en gulaktig till mörkbrun vätska med karaktäristisk, obehaglig lukt. Sammansättningen kan bestå av cyklopentyl- och cyklohexyl- med flera karboxylsyror. Huvudfraktionen är karboxylsyror med en kolkedja av 9 till 20 kolatomer.

## Framställning
Naftensyra erhålls som avfallsprodukt vid raffinering av råolja.

## Användning
Naftensyrans kopparsalt löst i bensin är ett mycket användbart träkonserveringsmedel.
Dess alkalisalter benämns naftenater och utgör en brunaktig, tjock oljeartad massa, vilken kan användas som tillsats till borrolja, konsistensfett och billigare smörjmedel.
Blandningen av ett brandfarligt ämne och nafteniska och laurinsyra-aluminiumsalter började under andra världskriget att användas för tillverkning av stridsmedlet napalm.